# オーウェン郡区 (アイオワ州セロゴード郡)
オーウェン郡区は、アメリカ合衆国、アイオワ州、セロゴード郡にある16の郡区の一つである。2000年の国勢調査で、人口は317人だった。

## 地理
オーウェン郡区は、95.2平方キロメートル（36.74平方マイル)で、組み込まれた自治体(incorporated settlements)はない。
アメリカ地質調査所によると、この郡区はOwen's Groveの1つの霊園が含まれる。